# Château de Combreux (Seine-et-Marne)
Pour les articles homonymes, voir château de Combreux.
Le château de Combreux est un château du XVIIIe siècle situé dans la commune de Tournan-en-Brie (Seine-et-Marne).

## Histoire
La première mention d'un château, appartenant alors à Gervais de Combreux, remonte au XIIe siècle. Il semble qu'il ne reste rien de ce premier édifice.
Du XIVe au XVIe siècle, ce fief appartient à la famille de La Mineray et est réuni à celui d'Armainvilliers.
Le château actuel a été construit à partir de 1770 pour Louis de Jaucourt (1726-1813), premier gentilhomme du prince de Condé,.
Son fils, le marquis de Jaucourt, maire de Presles et député de Seine-et-Marne, y entretient les nombreuses troupes qui forment sa garde personnelle et y donne, sous la Restauration, qui marque le sommet de sa carrière politique, des fêtes magnifiques.

« Le château de Combreux, qui appartient à M. le marquis de Jaucourt, ministre d'État, pair de France, a été nouvellement reconstruit; il est simple, mais vaste, et a des aspects charmants : d'un côté il domine sur le parc qui contient environ 160 arpents ; et de l'autre sur un joli vallon.

Ce parc est traversé par le ruisseau qui passe à Tournan, et ce ruisseau alimente une pièce d'eau étendue, à la chute de laquelle il fait tourner un moulin, puis va se perdre dans le gouffre de Vilgenard, commune de Presles.

Un mélange heureux de parties consacrées à l'agrément, et de plusieurs autres abandonnées à la culture, donne à cette propriété un caractère tout à fait paysagiste. M. de Jaucourt s'occupe d'agriculture, et élève un troupeau de mérinos qui se distingue par sa beauté. La souche en a été prise entièrement à Rambouillet et à Malmaison. »

Le marquis de Jaucourt meurt au château de Combreux en 1852. Ses héritiers vendent la propriété à Jules François Hennecart, député de la Vienne, qui est maire de Presles entre 1856 et 1870. Il meurt au château en 1888.
En 1896, le château est donné aux Sœurs de Saint Vincent de Paul en vue d'y créer une maison de retraite pour les religieuses. 
Par la suite, Louis-Adrien Mentienne, maire de Tournan-en-Brie en 1927, devient propriétaire du château ainsi que du domaine agricole. Il y meurt en 1928. 
À partir de 1915 et jusqu'en 1930 la maison de retraite est remplacée, dans l'ancienne ferme attenante, par un premier orphelinat pour jeunes filles. De 1931 à 1940, il devient orphelinat pour jeunes garçons transféré de l'orphelinat de Vaugirard. De 1939 à 1941, Combreux accueille l'école Saint-Joseph de Matzenheim qui a dû fuir l'Alsace devant l'armée allemande. À partir de 1940, l'institution accueille des enfants non orphelins, mais issus de familles nombreuses ou présentant des troubles d'ordre social. En 1950, le domaine reçoit un petit séminaire, sous la direction du Père Constant. Au début des années 1960, le petit séminaire est remplacé par un collège et un lycée. L'école, faute d'enseignants religieux et non agréée par l'État, ferme ses portes définitivement en 1984.
Le château a abrité de 1998 à 2019 la résidence sociale Frédéric Ozanam, gérée par la Fondation d'Auteuil, qui regroupait un foyer de jeunes travailleurs, un centre d'hébergement d'urgence, un centre d’hébergement et de réinsertion sociale et une micro-crèche. Il pouvait accueillir jusqu’à cent douze jeunes adultes âgés de 18 à 25 ans justifiant d'un projet professionnel. Ces résidents étaient des personnes célibataires, avec ou sans enfant, qui avaient un emploi, qui en recherchaient un ou qui étaient en formation. La résidence proposait à chacune de ces personnes une aide à la réinsertion sociale et professionnelle. En fonction de leur projet, les résidents pouvaient rester au château de quelques mois à deux ou trois ans.

## Architecture
Le château est parfois attribué à l'architecte Claude-Martin Goupy, « dont le style est proche de celui de ce château et qui a travaillé pour les Condé ». On peut aussi l'attribuer à son neveu Martin II Goupy, qui fut l'architecte du duc de Penthièvre au château d'Armainvilliers voisin.
Le parc renferme une orangerie et une glacière datant du Premier Empire.
La ferme, typiquement briarde, date probablement du XVIIe siècle, avec des parties plus anciennes. Disposée sur un plan carré, on y accède par un portail auprès duquel se trouve un ancien puits, en très bon état, et une pompe à eau. De nombreux bâtiments à usage agricole, couverts de solides charpentes, entourent le grand corps de logis.
La grange a conservé une imposante charpente ancienne. Le moulin, mentionné en 1821, a aujourd'hui disparu.

Vues du domaine
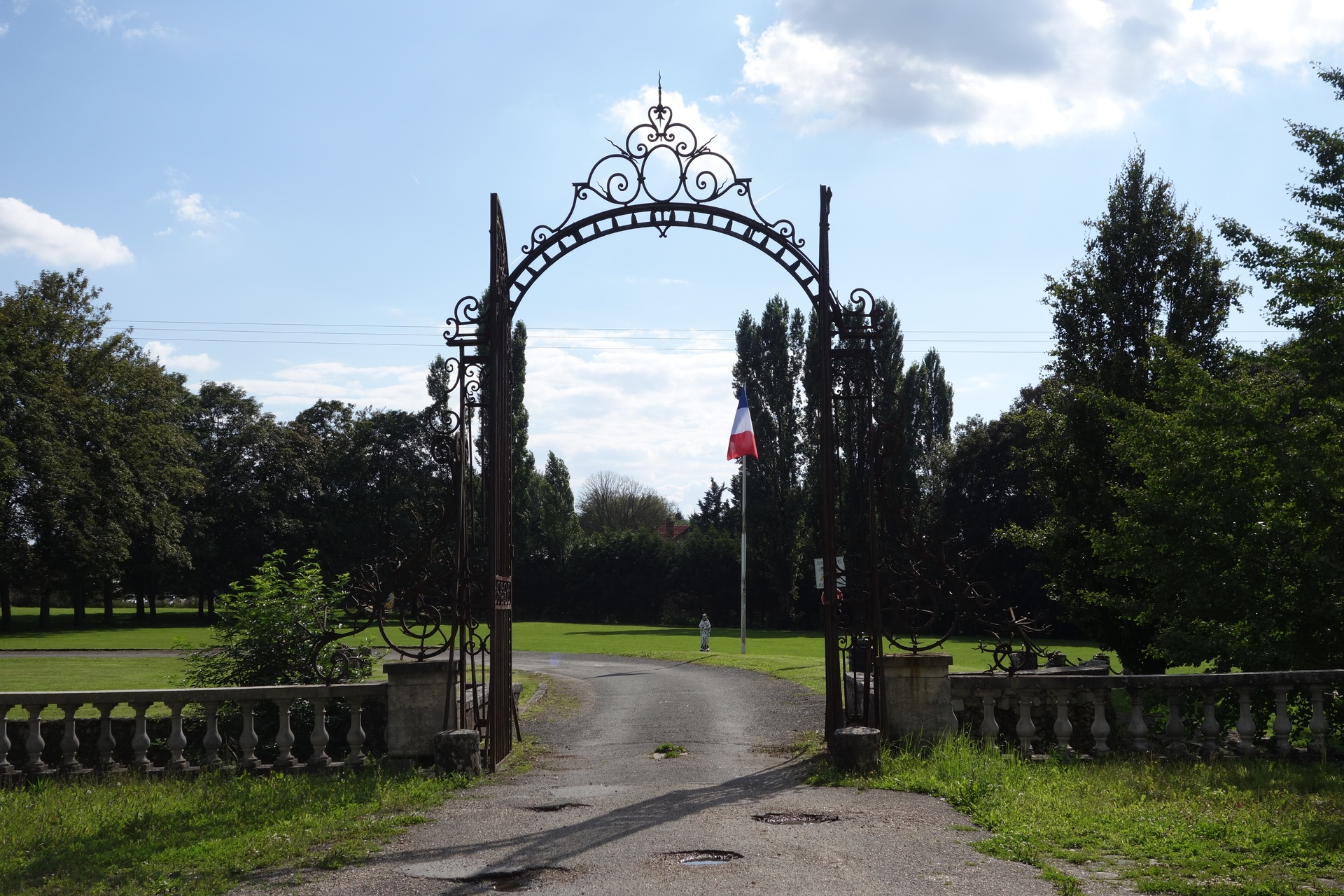
Grille d'entrée principale du château de Combreux.
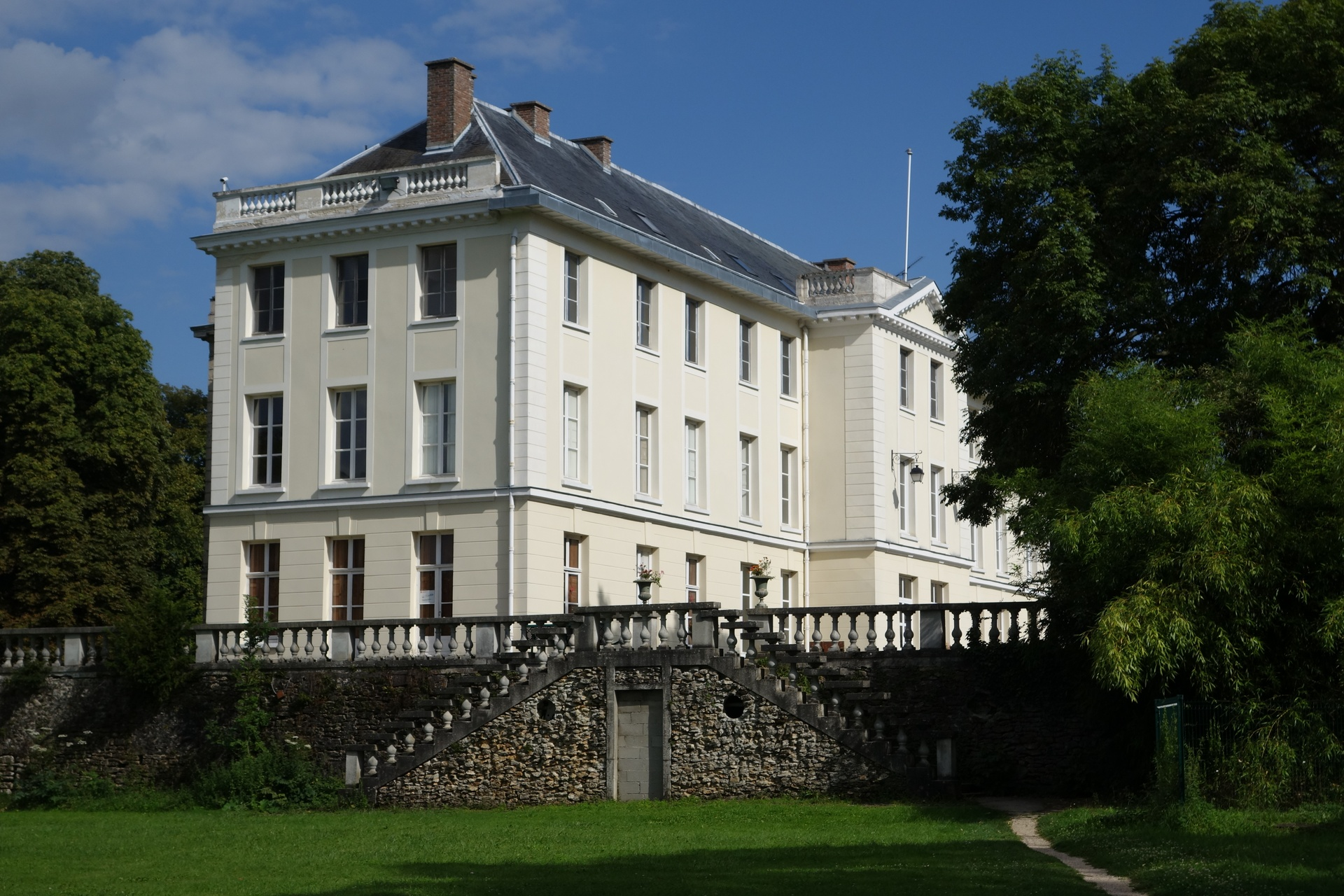
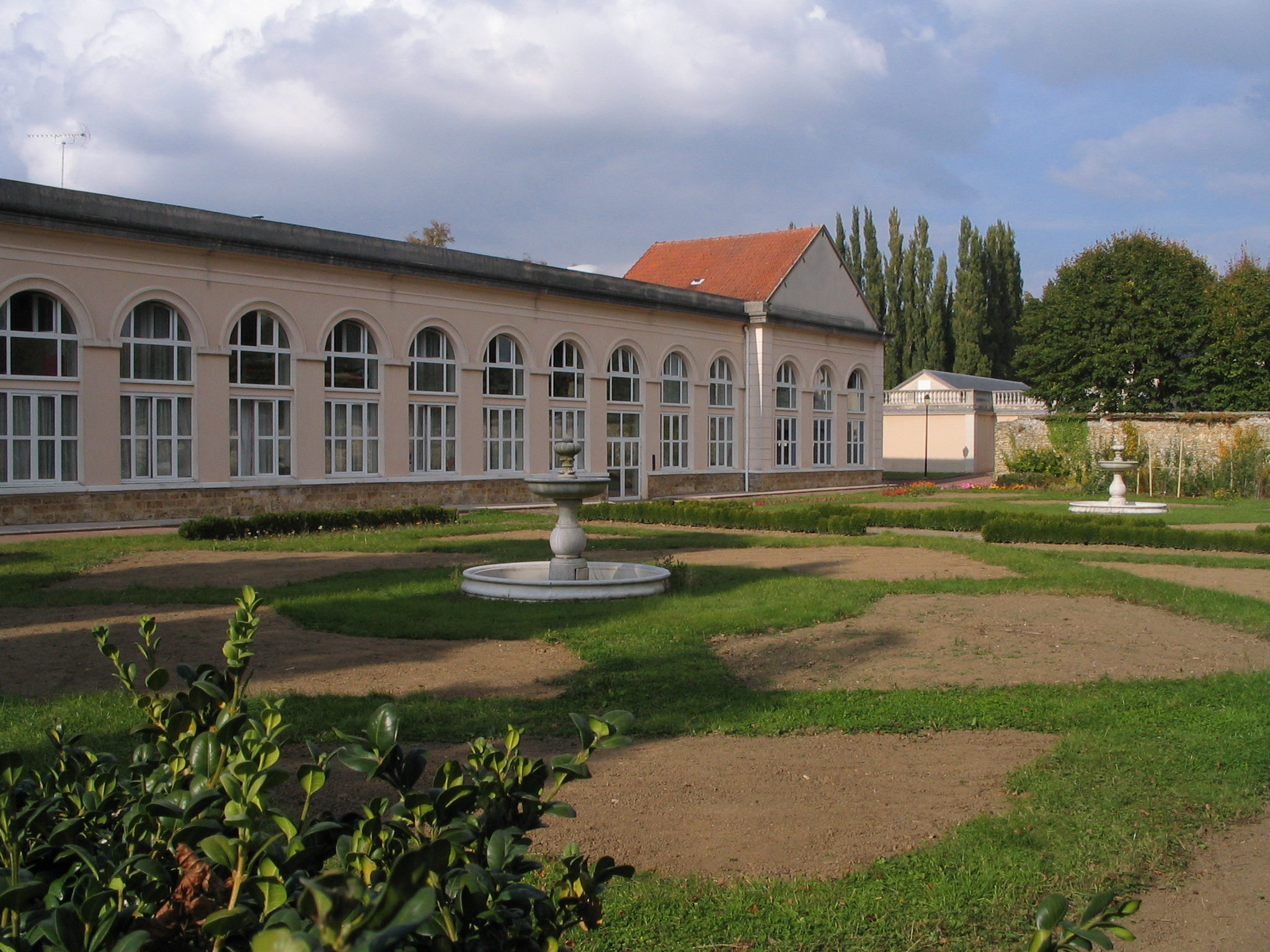
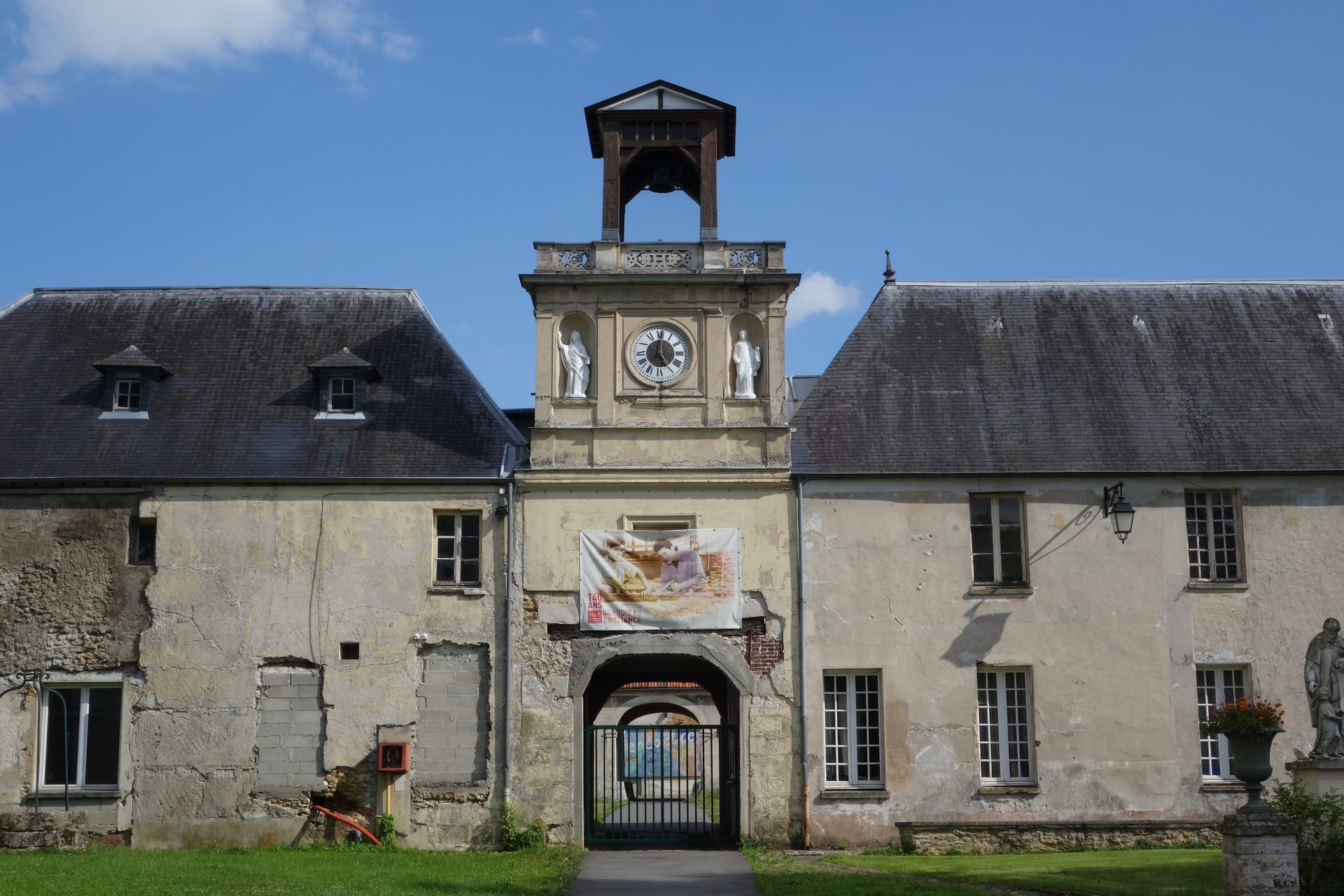
Porte nord-ouest de l'ancienne ferme du château de Combreux.
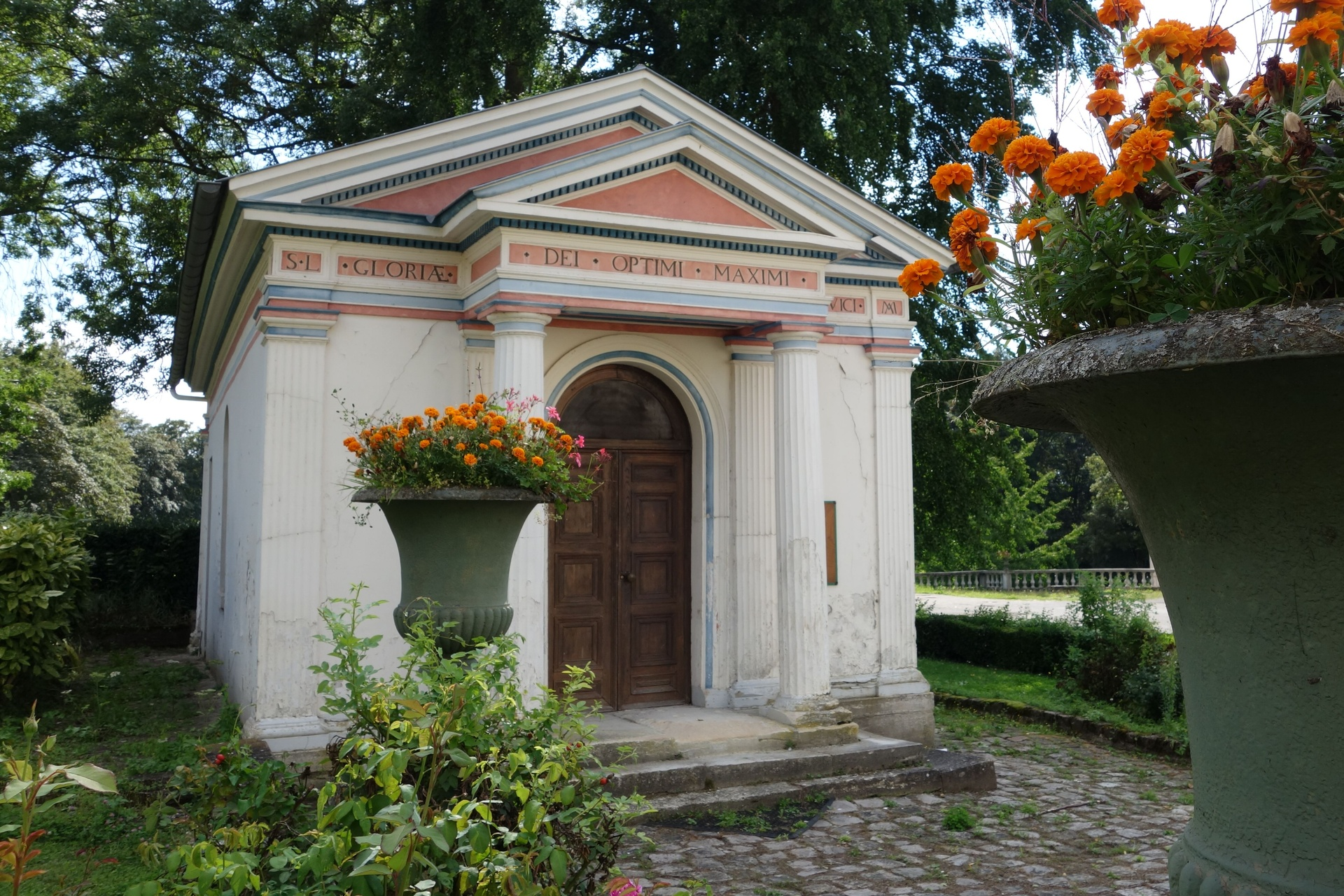
Chapelle du château de Combreux.